# Luis Rojas (Fußballspieler, 1954)
Luis Silvio Rojas Álvarez (* 5. April 1954 in San Bernardo) ist ein ehemaliger chilenischer Fußballspieler. Der Mittelfeldspieler absolvierte 17 Länderspiele für Chile.

## Karriere

### Verein
Luis Rojas begann seine Karriere 1972 bei Deportes Aviación und stieg mit dem Klub 1973 in die Primera División auf. 1978 folgte dann sein Wechsel zu Unión Española, wo er zudem Nationalspieler wurde. Bei den Hispanics spielte der Mittelfeldspieler acht Jahre. 1985 schloss sich Rojas dem CSD Colo-Colo an, mit dem er in diesem Jahr chilenischer Pokalsieger wurde. Das Pokalfinale fand im Estadio Santa Laura, der Heimstätte seines vorherigen Klubs Unión Española, statt. Seine beiden letzten Karrierejahre verbrachte der Mittelfeldspieler beim CD Palestino.
Nach seiner aktiven Karriere war Rojas kurzzeitig 1997 Trainer beim CD Magallanes.

### Nationalmannschaft
Luis Rojas debütierte für die Nationalmannschaft Chiles im Juni 1980 unter Trainer Luis Santibáñez beim Freundschaftsspiel gegen Brasilien. Sein einziges großes Turnier war die Copa América 1983, bei der der Mittelfeldspieler alle vier Partien für sein Land bestritt, jedoch schied Chile als Zweiter hinter Uruguay in der Gruppenphase aus. Nach weiteren Freundschaftsspielen absolvierte Rojas sein letztes Länderspiel im Februar 1985 gegen Peru. Insgesamt spielte er 17-mal für sein Land.

## Sonstiges
Auch sein Sohn, ebenfalls mit dem Namen Luis Rojas, wurde Profifußballspieler.

## Erfolge
Deportes Aviación
- Segunda División: 1983

Colo-Colo
- Chilenischer Pokalsieger: 1985